# فرانچسکو پتسولی
فرانچسکو پتسولی (ایتالیایی: Francesco Pezzulli؛ زادهٔ ۱۵ مهٔ ۱۹۷۳) بازیگر، صداپیشه و مدیر دوبلاژ اهل ایتالیا است.
وی دوبلور رسمی ایتالیایی برای لئوناردو دی‌کاپریو است و به‌جای جسی پینکمن در سریال بریکینگ بد و همچنین دارث ویدر در سه‌گانه پیش‌درآمد جنگ ستارگان حرف زده‌است.